# Pike Road, Alabama
Pike Road je mesto, ki se nahaja v okrožju Montgomery v ameriški zvezni državi Alabama.
Leta 2000 je mesto imelo 310 prebivalcev na 9,6 km².